# Simpson Ground Reservoir
Das Simpson Ground Reservoir ist ein Stausee im Lake District, Cumbria, England.
Das Simpson Ground Reservoir liegt östlich von Staveley-in-Cartmel und östlich des südlichen Endes von Windermere. Der See hat keinen erkennbaren Zufluss. Der Way Beck bildet seinen Abfluss an der Nordostseite.
Der See wurde 1957 als zusätzliche Wasserversorgung für Grange-over-Sands und Barrow-in-Furness gebaut.